# Chitinasi
La chitinasi è un enzima idrolitico in grado di rompere i legami glicosidici presenti nella chitina, omopolisaccaride presente in molti esseri viventi. CHIT1 è la sigla di denominazione del gene per la chitinasi umana, o chitotriosidasi che viene prodotta dai macrofagi attivati e dai granulociti neutrofili.
Il gene CHIT1 è collocato sul cromosoma 1(q31-q32). Esiste una variante allelica mutata H che codifica per una proteina inattiva. La variante è assente in Africa ma presente anche a elevate frequenze in Europa e Asia.